# Щетинистый заяц
Щетинистый заяц, или складчатозубый заяц (лат. Caprolagus hispidus), — млекопитающее семейства зайцевых. Единственный представитель рода Caprolagus.

## Распространение
Страны распространения: Пакистан, Бангладеш, Индия (Ассам, Бихар, Уттар-Прадеш, Западная Бенгалия), Бутан, Мьянма, Непал. Проживает на высоте от 100 до 250 метров над уровнем моря. Населяет высокотравные луга.

## Описание
Шерсть жёсткая, уши короткие. Мех тёмно-коричневый на спине из-за смеси чёрного и коричневого волосков; коричневый на груди и беловатый на брюхе. Хвост коричневый, около 30 мм длиной. Длина тела 38—50 см. Вес около 2,5 кг.

## Образ жизни
Активен в сумеречное время. Питается травами и корнями.
Ограниченная информация о размножении указывает, что средний размер выводка мал.
Основной угрозой для вида является потеря среды обитания, вызванная посягательствами сельского хозяйства, лесозаготовками, борьбой с наводнениями, и распространением человеческих жилищ.